# Electrònica de potència
L' electrònica de potència és la branca de la enginyeria elèctrica que aconsegueix adaptar i transformar l'electricitat, amb la finalitat d'alimentar altres equips, transportar energia, controlar el funcionament de màquines elèctriques, etc.
Es refereix a l'aplicació de dispositius electrònics, principalment semiconductors, al control i transformació de potència elèctrica. Això inclou tant aplicacions en sistemes de control com de subministrament elèctric a consums industrials o fins i tot la interconnexió sistemes elèctrics de potència. El principal objectiu d'aquesta disciplina és el processament de energia amb la màxima eficiència possible, de manera que s'eviten utilitzar elements resistius, potencials generadors de pèrdues per efecte Joule. Els principals dispositius utilitzats per tant són  bobines i condensadors, així com semiconductors treballant en mode tall/saturació (on/off).

## Dispositius semiconductors de potència
Per a aquestes aplicacions s'han desenvolupat una sèrie de dispositius semiconductors de potència, tots els quals deriven del díode o el transistor. Entre aquests es troben els següents:
- MOSFET de potència
- Rectificador controlat de silici (SCR en anglès)
- Triac
- Transistor IGBT
- Tiristor IGCT
- Tiristor GTO
- MCT

## Convertidors d'energia elèctrica
Conversió de potència és el procés de convertir una forma d'energia en una altra, això pot incloure processos electromecànics o electroquímics. Aquests dispositius són emprats en equips que es denominen convertidors estàtics de potència, classificats en:
- Rectificadors: converteixen corrent altern a corrent continu
- inversors: converteixen corrent continu en corrent altern
- Cicloconversors: converteixen corrent altern en corrent altern
- Choppers: converteixen corrent continu en corrent continu

Avui dia aquesta disciplina està cobrant cada vegada més importància degut principalment a l'elevada eficiència dels convertidors electrònics en comparació als mètodes tradicionals, i la seva major versatilitat. Un pas imprescindible perquè es produís aquesta revolució va ser el desenvolupament de dispositius capaços de manejar les elevades potències necessàries en tasques de distribució elèctrica o maneig de potents motors.

## Aplicacions
Les principals aplicacions dels convertidors electrònics de potència són les següents:
- Fonts d'alimentació:  En l'actualitat han cobrat gran importància un subtipus de fonts d'alimentació electròniques, anomenades fonts d'alimentació commutades. Aquestes fonts es caracteritzen pel seu elevat rendiment i reducció de volum necessari. L'exemple més clar d'aplicació es troba a la font d'alimentació dels ordinadors.
- Control de motors elèctrics:  La utilització de convertidors electrònics permet controlar paràmetres com ara la posició, velocitat o parell subministrat per un motor. Aquest tipus de control s'utilitza en l'actualitat en els sistemes d'aire condicionat. Aquesta tècnica, denominada comercialment com "inverter" substitueix l'antic control encès/apagat per una regulació de velocitat que permet estalviar energia. Així mateix, s'ha utilitzat àmpliament en tracció ferroviària, principalment en vehicles aptes per a corrent continu (CC) durant les dècades dels anys 70 i 80, ja que permet ajustar el consum d'energia a les necessitats reals del motor de tracció, en contraposició amb el consum que tenien els vehicles controlats per resistències d'arrencada i frenada. Actualment el sistema chopper continua sent vàlid, però ja no s'empra en la fabricació de nous vehicles, ja que actualment s'utilitzen equips basats en el motor trifàsic, molt més potent i fiable que el motor de col·lector.[4]
- Escalfament per inducció:  Consisteix en l'escalfament d'un material conductor a través del camp generat per un inductor. L'alimentació de l'inductor es realitza a alta freqüència, generalment en el rang dels kHz, de manera que es fan necessaris convertidors electrònics de freqüència. L'aplicació més vistosa es troba en les cuines d'inducció actuals.
- Altres: Com s'ha comentat anteriorment són innombrables les aplicacions de l'electrònica de potència. A més de les ja comentades destaquen: sistemes d'alimentació ininterrompuda, sistemes de control del factor de potència, balasts electrònics per il·luminació a alta freqüència, interfase entre fonts d'energia renovables i la xarxa elèctrica, etc.

Les línies d'investigació actuals busquen la integració de dispositius de potència i control en un únic xip, reduint costos i multiplicant les seves potencials aplicacions. No obstant això existeixen dificultats a salvar com el aïllament entre zones treballant a altes tensions i circuiteria de control, així com la dissipació de la potència perduda.